# Ямкино (Татарстан)
Ямкино — деревня в Алексеевском районе Татарстана. Входит в состав Войкинского сельского поселения.

## География
Находится в западной части Татарстана на расстоянии приблизительно 30 км по прямой на юго-запад от районного центра Алексеевское на речке Актай.

## История
Основана в 1710-х годах.

## Население
Постоянных жителей было: в 1859 — 664, в 1897 — 967, в 1908 — 1175, в 1920 — 1018, в 1926 — 694, в 1938 — 447, в 1949 — 263, в 1958 — 273, в 1970 — 174, в 1979 — 144, в 1989 — 65, в 2002 — 33 (русские 67 %), 12 — в 2010.